# Tyrannochthonius
Genre
Synonymes
- Parachthonius Caporiacco, 1949
- Pholeochthonius Beier, 1976

Tyrannochthonius est un genre de pseudoscorpions de la famille des Chthoniidae.

## Distribution
Les espèces de ce genre se rencontrent en Amérique, en Asie, en Océanie et en Afrique.

## Liste des espèces
Selon Pseudoscorpions of the World (version 3.0) :
- Tyrannochthonius akaelus Mahnert, 2009
- Tyrannochthonius alabamensis Muchmore, 1996
- Tyrannochthonius aladdinensis Chamberlin, 1995
- Tyrannochthonius albidus (Beier, 1977)
- Tyrannochthonius amazonicus Mahnert, 1979
- Tyrannochthonius antridraconis Mahnert, 2009
- Tyrannochthonius aralu Chamberlin, 1995
- Tyrannochthonius archeri Chamberlin, 1995
- Tyrannochthonius aridus Edward & Harvey, 2008
- Tyrannochthonius assimilis Hong & Kim, 1993
- Tyrannochthonius attenuatus Muchmore, 1996
- Tyrannochthonius avernicola Chamberlin, 1995
- Tyrannochthonius bagus Harvey, 1988
- Tyrannochthonius bahamensis Muchmore, 1984
- Tyrannochthonius barri Muchmore, 1996
- Tyrannochthonius basme Edward & Harvey, 2008
- Tyrannochthonius beieri Morikawa, 1963
- Tyrannochthonius billhumphreysi Edward & Harvey, 2008
- Tyrannochthonius binoculatus Muchmore, 1996
- Tyrannochthonius bispinosus (Beier, 1974)
- Tyrannochthonius brasiliensis Mahnert, 1979
- Tyrannochthonius brevimanus Beier, 1935
- Tyrannochthonius brooksi Harvey, 1991
- Tyrannochthonius butleri Harvey, 1991
- Tyrannochthonius caecatus (Beier, 1976)
- Tyrannochthonius cavernicola (Beier, 1976)
- Tyrannochthonius cavicola (Beier, 1967)
- Tyrannochthonius centralis Beier, 1931
- Tyrannochthonius chamberlini Muchmore, 1996
- Tyrannochthonius charon Muchmore, 1996
- Tyrannochthonius chelatus Murthy & Ananthakrishnan, 1977
- Tyrannochthonius chihayanus Sakayori, 2009
- Tyrannochthonius confusus Mahnert, 1986
- Tyrannochthonius contractus (Tullgren, 1907)
- Tyrannochthonius convivus Beier, 1974
- Tyrannochthonius curazavius Wagenaar-Hummelinck, 1948
- Tyrannochthonius densedentatus (Beier, 1967)
- Tyrannochthonius diabolus Muchmore, 1996
- Tyrannochthonius ecuadoricus (Beier, 1977)
- Tyrannochthonius elegans Beier, 1944
- Tyrannochthonius erebicus Muchmore, 1996
- Tyrannochthonius felix Muchmore, 1996
- Tyrannochthonius fiskei Muchmore, 1996
- Tyrannochthonius floridensis Malcolm & Muchmore, 1985
- Tyrannochthonius ganshuanensis Mahnert, 2009
- Tyrannochthonius garthhumphreysi Edward & Harvey, 2008
- Tyrannochthonius gezei Vachon, 1941
- Tyrannochthonius gnomus Muchmore, 1996
- Tyrannochthonius gomyi Mahnert, 1975
- Tyrannochthonius grimmeti Chamberlin, 1929
- Tyrannochthonius guadeloupensis Vitali-di Castri, 1984
- Tyrannochthonius halopotamus Muchmore, 1996
- Tyrannochthonius helenae (Beier, 1977)
- Tyrannochthonius heterodentatus Beier, 1930
- Tyrannochthonius hoffi Muchmore, 1991
- Tyrannochthonius horridus (Beier, 1976)
- Tyrannochthonius hypogeus Muchmore, 1996
- Tyrannochthonius imitatus Hoff, 1959
- Tyrannochthonius infernalis Muchmore, 1996
- Tyrannochthonius innominatus Muchmore, 1996
- Tyrannochthonius insulae Hoff, 1946
- Tyrannochthonius intermedius Muchmore, 1986
- Tyrannochthonius japonicus (Ellingsen, 1907)
- Tyrannochthonius jonesi Chamberlin, 1995
- Tyrannochthonius kermadecensis (Beier, 1976)
- Tyrannochthonius krakatau Harvey, 1988
- Tyrannochthonius laevis Beier, 1966
- Tyrannochthonius luxtoni (Beier, 1967)
- Tyrannochthonius mahunkai Mahnert, 1978
- Tyrannochthonius meneghettii (Caporiacco, 1949)
- Tyrannochthonius meruensis Beier, 1962
- Tyrannochthonius migrans Mahnert, 1979
- Tyrannochthonius monodi Vachon, 1941
- Tyrannochthonius muchmoreorum Cokendolpher, 2009
- Tyrannochthonius nanus (Beier, 1966)
- Tyrannochthonius nergal Chamberlin, 1995
- Tyrannochthonius noaensis Moyle, 1989
- Tyrannochthonius norfolkensis (Beier, 1976)
- Tyrannochthonius oahuanus Muchmore, 2000
- Tyrannochthonius oligochaetus Dashdamirov, 2005
- Tyrannochthonius orpheus Muchmore, 1996
- Tyrannochthonius osiris Chamberlin, 1995
- Tyrannochthonius ovatus Vitali-di Castri, 1984
- Tyrannochthonius pachythorax Redikorzev, 1938
- Tyrannochthonius palauanus Beier, 1957
- Tyrannochthonius pallidus Muchmore, 1973
- Tyrannochthonius parvus Chamberlin, 1995
- Tyrannochthonius pecki Muchmore, 1996
- Tyrannochthonius perpusillus Beier, 1951
- Tyrannochthonius philippinus (Beier, 1966)
- Tyrannochthonius pholeter Muchmore, 1996
- Tyrannochthonius pluto Chamberlin, 1995
- Tyrannochthonius procerus Mahnert, 1978
- Tyrannochthonius pupukeanus Muchmore, 1983
- Tyrannochthonius pusillimus Beier, 1951
- Tyrannochthonius pusillus Beier, 1955
- Tyrannochthonius queenslandicus (Beier, 1969)
- Tyrannochthonius rahmi Beier, 1976
- Tyrannochthonius rex Harvey, 1989
- Tyrannochthonius riberai Mahnert, 1984
- Tyrannochthonius robustus Beier, 1951
- Tyrannochthonius rotundimanus Mahnert, 1985
- Tyrannochthonius satan Muchmore, 1996
- Tyrannochthonius semidentatus (Redikorzev, 1924)
- Tyrannochthonius semihorridus (Beier, 1969)
- Tyrannochthonius sheltae Muchmore, 1996
- Tyrannochthonius similidentatus Sato, 1984
- Tyrannochthonius simillimus Beier, 1951
- Tyrannochthonius simulans Mahnert, 1986
- Tyrannochthonius skeletonis Muchmore, 1996
- Tyrannochthonius sokolovi (Redikorzev, 1924)
- Tyrannochthonius souchomalus Edward & Harvey, 2008
- Tyrannochthonius sparsedentatus Beier, 1959
- Tyrannochthonius spinatus Hong, 1996
- Tyrannochthonius steevesi Muchmore, 1996
- Tyrannochthonius stonei Muchmore, 1989
- Tyrannochthonius strinatii (Beier, 1974)
- Tyrannochthonius stygius Muchmore, 1996
- Tyrannochthonius suppressalis Hong, 1996
- Tyrannochthonius swiftae Muchmore, 1993
- Tyrannochthonius tartarus Muchmore, 1996
- Tyrannochthonius tekauriensis Moyle, 1989
- Tyrannochthonius tenuis Chamberlin, 1995
- Tyrannochthonius terribilis (With, 1906)
- Tyrannochthonius texanus Muchmore, 1992
- Tyrannochthonius tlilapanensis Muchmore, 1986
- Tyrannochthonius torodei Muchmore, 1996
- Tyrannochthonius troglobius Muchmore, 1969
- Tyrannochthonius troglodytes Muchmore, 1986
- Tyrannochthonius troglophilus (Beier, 1968)
- Tyrannochthonius vampirorum Muchmore, 1986
- Tyrannochthonius volcancillo Muchmore, 1986
- Tyrannochthonius volcanus Muchmore, 1977
- Tyrannochthonius wittei Beier, 1955
- Tyrannochthonius wlassicsi (Daday, 1897)
- Tyrannochthonius zonatus (Beier, 1964)

et décrites depuis :
- Tyrannochthonius acutus Hou, Feng & Zhang, 2023
- Tyrannochthonius altus Hou, Feng & Zhang, 2023
- Tyrannochthonius arificus Hou, Feng & Zhang, 2023
- Tyrannochthonius babaowanensis Hou, Feng & Zhang, 2023
- Tyrannochthonius breviculus Hou, Feng & Zhang, 2023
- Tyrannochthonius brevispinus Hou, Feng & Zhang, 2023
- Tyrannochthonius calvatus Hou, Feng & Zhang, 2023
- Tyrannochthonius capito Hou, Feng & Zhang, 2023
- Tyrannochthonius chixingi Gao, Wynne & Zhang, 2018
- Tyrannochthonius dongjiensis Li, 2022
- Tyrannochthonius duo Hou, Feng & Zhang, 2023
- Tyrannochthonius etu Gao & Zhang, 2013
- Tyrannochthonius eua Krajčovičová, Matyukhin & Christophoryová, 2020
- Tyrannochthonius gracilis Hou, Feng & Zhang, 2023
- Tyrannochthonius harveyi Gao, Zhang & Chen, 2020
- Tyrannochthonius hispidus Hou, Feng & Zhang, 2023
- Tyrannochthonius huaerensis Li, 2022
- Tyrannochthonius huilongshanensis Li, 2022
- Tyrannochthonius infirmus Hou, Feng & Zhang, 2023
- Tyrannochthonius latus Hou, Feng & Zhang, 2023
- Tyrannochthonius maculosus Hou, Feng & Zhang, 2023
- Tyrannochthonius multicavus Hou, Feng & Zhang, 2023
- Tyrannochthonius multidentatus Hou, Feng & Zhang, 2023
- Tyrannochthonius nanxingensis Hou, Feng & Zhang, 2023
- Tyrannochthonius oblongus Hou, Feng & Zhang, 2023
- Tyrannochthonius pandus Hou, Gao & Zhang, 2022
- Tyrannochthonius parcidentatus Hou, Feng & Zhang, 2023
- Tyrannochthonius pictus Hou, Feng & Zhang, 2023
- Tyrannochthonius pinguis Hou, Feng & Zhang, 2023
- Tyrannochthonius planus Hou, Feng & Zhang, 2023
- Tyrannochthonius qilinensis Hou, Feng & Zhang, 2023
- Tyrannochthonius quattuor Hou, Feng & Zhang, 2023
- Tyrannochthonius umidus Hou, Feng & Zhang, 2023
- Tyrannochthonius xinzhaiensis Li, 2022
- Tyrannochthonius yamuhensis Li, 2022
- Tyrannochthonius yanshanensis Hou, Feng & Zhang, 2023
- Tyrannochthonius zhai Gao, Zhang & Chen, 2020

L'espèce Tyrannochthonius psoglavi a été placée dans le genre Neobalkanella par Ćurčić en 2013.

## Systématique et taxinomie
Ce genre a été décrit par Chamberlin en 1929 dans les Chthoniidae.
Parachthonius a été placé en synonymie par Mahnert en 1986.
Pholeochthonius a été placé en synonymie par Harvey en 1989.

## Publication originale
- Chamberlin, 1929 : « A synoptic classification of the false scorpions or chela-spinners, with a report on a cosmopolitan collection of the same. Part 1. The Heterosphyronida (Chthoniidae) (Arachnida-Chelonethida) ». Annals and Magazine of Natural History, sér. 10, vol. 4, p. 50-80.